# ناو (جماعت)
نوکَت یا ناو (به تاجیکی: Нов) جماعت و شهرکی در شمال غربی تاجیکستان است که در ناحیهٔ اسپیتمن ولایت سغد قرار دارد. جمعیت این جماعت ۱۴٬۳۰۰ نفر است.